# Naka (Jokohama)
Naka (jap. 中区 Naka-ku) – jedna z 18 dzielnic Jokohamy, stolicy prefektury Kanagawa, w Japonii. Ma powierzchnię 21,44 km². W 2020 r. mieszkało w niej 151 388 osób, w 85 405 gospodarstwach domowych  (w 2010 r. 146 061 osób, w 75 647 gospodarstwach domowych).
Dzielnica została założona 1 października 1927 roku. Położona jest we wschodniej części miasta. Graniczy z dzielnicami Nishi, Minami i Isogo.

## Miejscowe atrakcje
- Yokohama Jazz Festival